# Das größte Kind
Das größte Kind (Originaltitel: Das Größte Kind in einem Oratorio auff weynacht) ist ein Oratorium zum Weihnachtsfest des deutschen Komponisten Johann Mattheson. Es wurde 1720 in Hamburg uraufgeführt.

## Geschichte und musikalische Gestalt
Das größte Kind gehört inhaltlich in die Kategorie der Weihnachtsoratorien. Es stellt die Geschichte der Geburt Christi dar, ohne jedoch – wie etwa Bachs bekanntes Werk – eine szenische Handlung abzubilden. 
Der Text des Werkes basiert auf einem Dialogus von der Geburt Christi, von dem man annimmt, dass er 1707 mit Musik Reinhard Keisers aufgeführt wurde. Der Dichter des Librettos ist unbekannt.
Mattheson selbst hatte 1715 sein erstes Weihnachtsoratorium aufgeführt, wobei es sich noch um eine traditionelle Vertonung der Weihnachtsgeschichte aus dem Lukas-Evangelium handelte.
Die Uraufführung fand 1720 mit Solisten der Gänsemarktoper statt.

## Besetzung
Das Werk ist für ein Kammerorchester (Streicher, Bläser, Pauken) und Singstimmen (Sopran, Alt, Tenor und Bass) eingerichtet, wobei die Singstimmen sowohl solistisch als auch als Chor in Erscheinung treten. Die Solisten verkörpern dabei die handelnden Personen (Maria, Joseph, Hirten, „Menschenkinder“) aber auch allegorische Figuren (die Braut Christi, die Andacht, das Nachdenken). In der Regel sind für jede Stimmlage zwei Solisten vorzusehen.
Namhafteste Interpreten der Uraufführung waren Margaretha Susanna Kayser und Johann Gottfried Riemschneider.

## Sätze

### Verwendete Kirchenlieder
Mattheson griff auf einige bekannte Weihnachts- und Kirchenlieder zurück. So enthält das Werk die erste, zweite und vierte Strophe des Liedes In dulci jubilo. Am Ende des ersten Teiles und zu Beginn des zweiten Teiles stehen die zweite bzw. dritte Strophe von Lobt Gott ihr Christen allzugleich von Nikolaus Herman. Eingangs- und Schlusschoral bilden die erste bzw. letzte Strophe von Martin Luthers Choral Gelobet seist du, Jesu Christ. Dabei ersetzte Mattheson das Kyrieleis jeweils durch ein Halleluja und bearbeitete dafür einen Chorsatz aus seinem Oratorium Chera von 1716.

### Einzelsätze

#### 1. Teil
1. Gelobet seyst du Jesu Christ, Choral
Erste Strophe des Chorals von Martin Luther
2. Sey willkommen tausendmahl, Duett mit Chor
Duett für Maria und Joseph (Sopran, Bass)
3. So ist durch mich das Heil der Welt, Rezitativ
Maria und Joseph (Sopran, Bass)
4. Israel! freue dich, Arie mit Chor
Erste Arie der Maria (Sopran)
5. Erstarre doch verfinsterte Natur, Rezitativ
Maria und Joseph (Sopran, Bass)
6. Heller Glanz von's Vaters Licht, Arie
Arie des Joseph (Bass)
7. Das ewge Licht geht da herein, Choral
8. Wer kann dieses recht erwegen?, Duett
Duett der Menschenkinder (Sopran, Alt)
9. Er kömmt aus seines Vaters Schooß, Choral
Zweite Strophe von Lobt Gott ihr Christen allzugleich

#### 2. Teil
10. Er äußert sich all sein' Gewalt, Choral
Dritte Strophe von Lobt Gott ihr Christen allzugleich
11. O allerliebstes Kind, Rezitativ
Rezitativ der allegorischen Figur Das Nachdenken (Bass)
12. Weg, du Kostbarkeit der Erden, Arie
Arie der allegorischen Figur Das Nachdenken (Bass)
13. Ist dis der Ort, Rezitativ
Die Szene mit Maria, Joseph, Hirten und Hirtinnen ist die einzige des Gesamtwerks, bei der ansatzweise eine szenische Rollenverteilung erkennbar wird.
14. Es klopft noch unsre volle Brust, Terzett
Terzett für zwei Hirtinnen und einen Hirten (Sopran, Alt, Tenor)
15. Ja, was noch mehr, Rezitativ
Rezitativ eines Hirten (Tenor)
16. In dulci jubilo, Choral
Erste Strophe des Kirchenliedes In dulci jubilo
17. Großer Gott, Arie mit Chor
Arie der allegorischen Figur Die Andacht (Tenor)
18. Gott hat mein Fleisch an sich genommen, Accompagnato
Accompagnato der allegorischen Figur Die Braut Christi (Sopran)
19. O Jesu parvule, Choral
Zweite Strophe des Kirchenliedes In dulci jubilo
20. Und will der Tod mir meine Augen brechen, Accompagnato
Accompagnato der allegorischen Figur Die Braut Christi (Sopran)
21. Was schad't mir der Tod, Arie
Arie der allegorischen Figur Die Braut Christi (Sopran)
22. Ubi sunt gaudia, Choral
Vierte Strophe des Kirchenliedes In dulci jubilo
23. O frohe Nacht, Rezitativ
Rezitativ der Hirten und Hirtinnen (Sopran, Alt, Tenor)
24. Komme dann erwehlte Seele, Arie
Zweite Arie der Maria (Sopran)
25. So lasset uns des Herren Güte stets besingen, Rezitativ
Rezitativ für Joseph und einen Hirten (Bass, Tenor)
26. Das hat er alles uns gethan, Choral
Letzte Strophe des Chorals Gelobet seyst du Jesu Christ von Martin Luther